# Качамак
Качамак — це різновид кукурудзяної каші, яку готують у Західній Азії та Південно-Східній Європі. Назва походить від турецького слова kaçamak, що означає втечу. Він також відомий як бакрдан у Північній Македонії.

## Історія
Страва готують із кукурудзяного борошна. Іноді додають картоплю, молоко, білий сир або каймак. Подібно до абхазької abısta, адигейської mamıs, італійської поленти та румунської мамалиги, її готують кип'ятінням кукурудзяного борошна та розтиранням, поки каструля все ще стоїть на плиті. Колись її вважали їжею для бідняків, але зараз її їдять широко, в тому числі в ресторанах.

## Подача

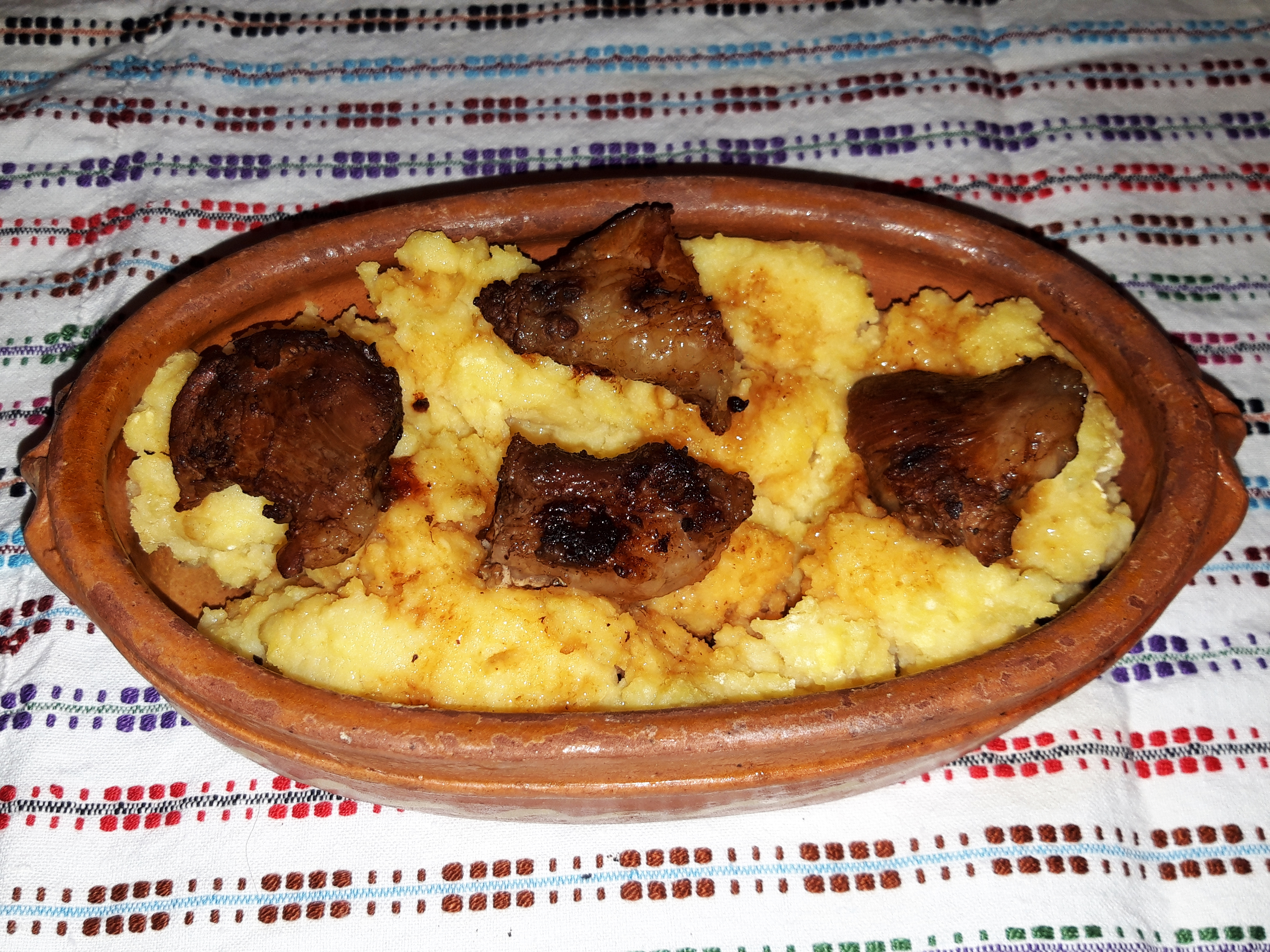
Качамак із м'ясом, Північна Македонія

У Болгарії його традиційно подають із розігрітим салом або соняшниковою олією з невеликою кількістю паприки або гострого перцю. Часто додають шкварки або сирену.
У Чорногорії, Албанії та Боснії і Герцеговині качамак також готують із подрібненої картоплі і сиру до утворення густої маси.
У Центральній Сербії його готують із дрібнішого зерна білого кукурудзяного борошна, подають із білим сиром і каймаком. Зазвичай подається з м'ясним фаршем, обсмаженим на вершковому маслі, вивареним виноградним соком, молоком, натуральним йогуртом, медом, сметаною, іноді з беконом.

## Галерея

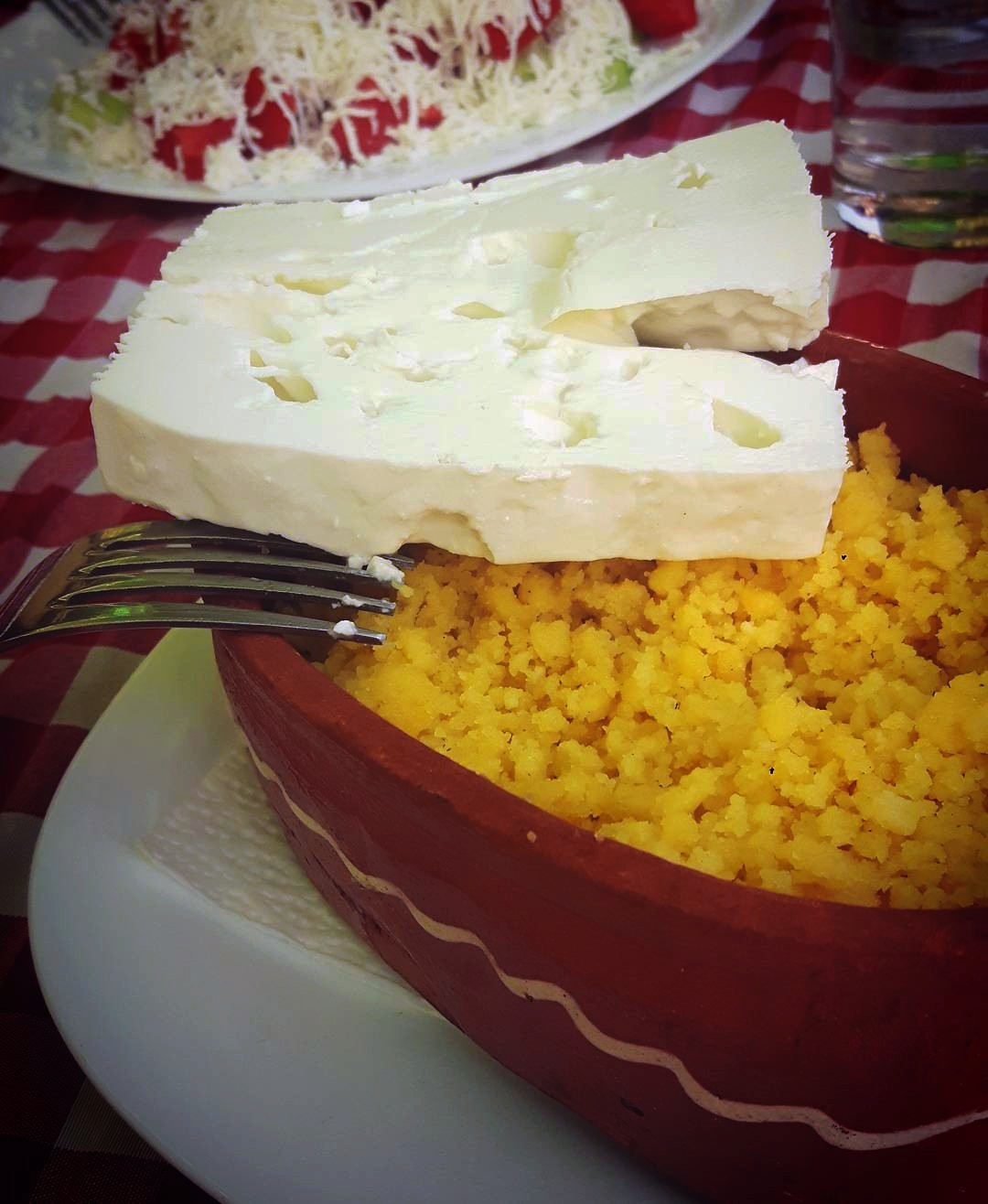
Качамак із сиром
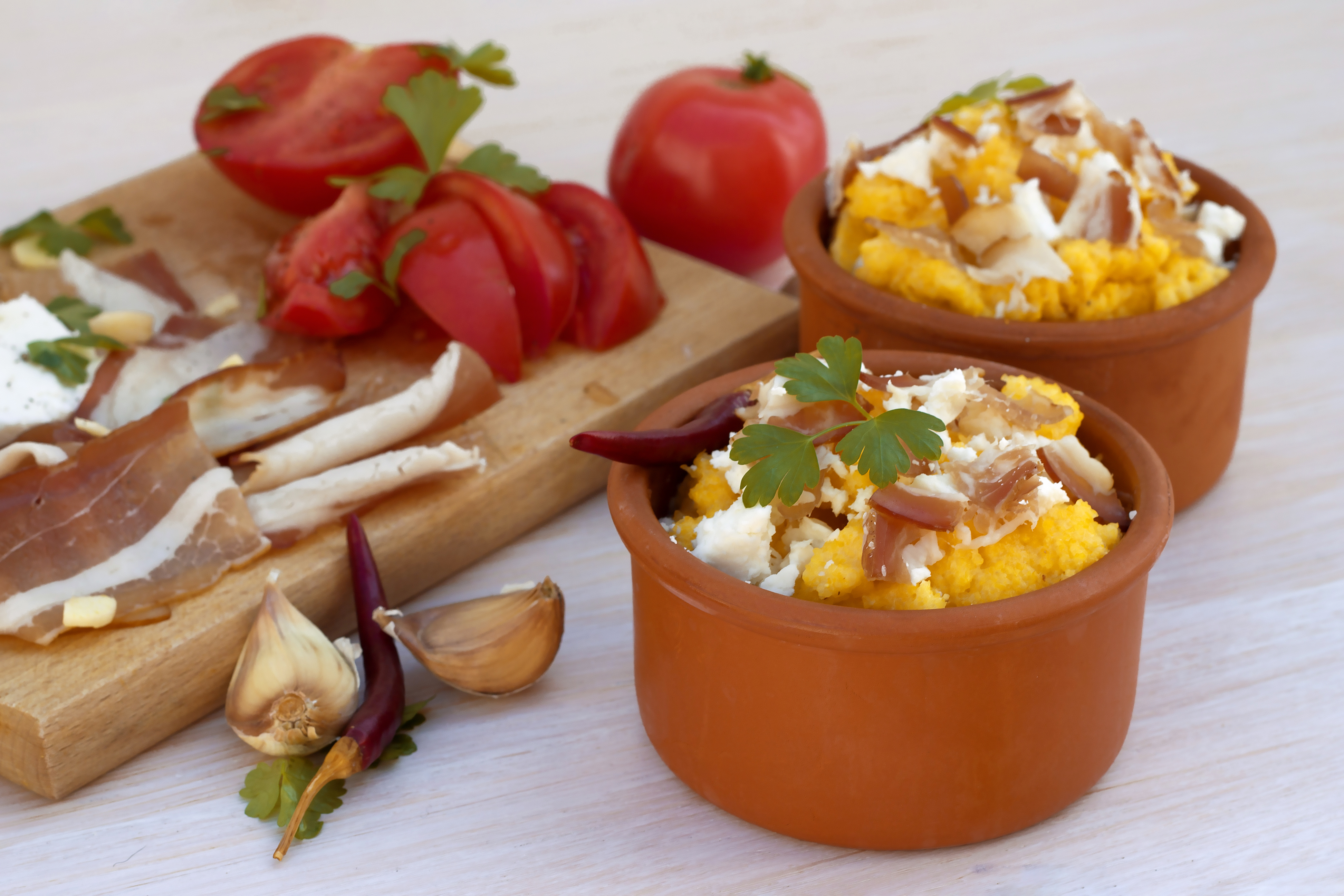
Качамак подається з сиром і беконом